# داو (آیووا)
داو (به انگلیسی: Dows) شهری در ایالت آیووا کشور ایالات متحده آمریکا است که جمعیت آن در سرشماری سال ۲۰۱۰ میلادی، ۵۳۸ نفر بوده‌است.

## نگارخانه

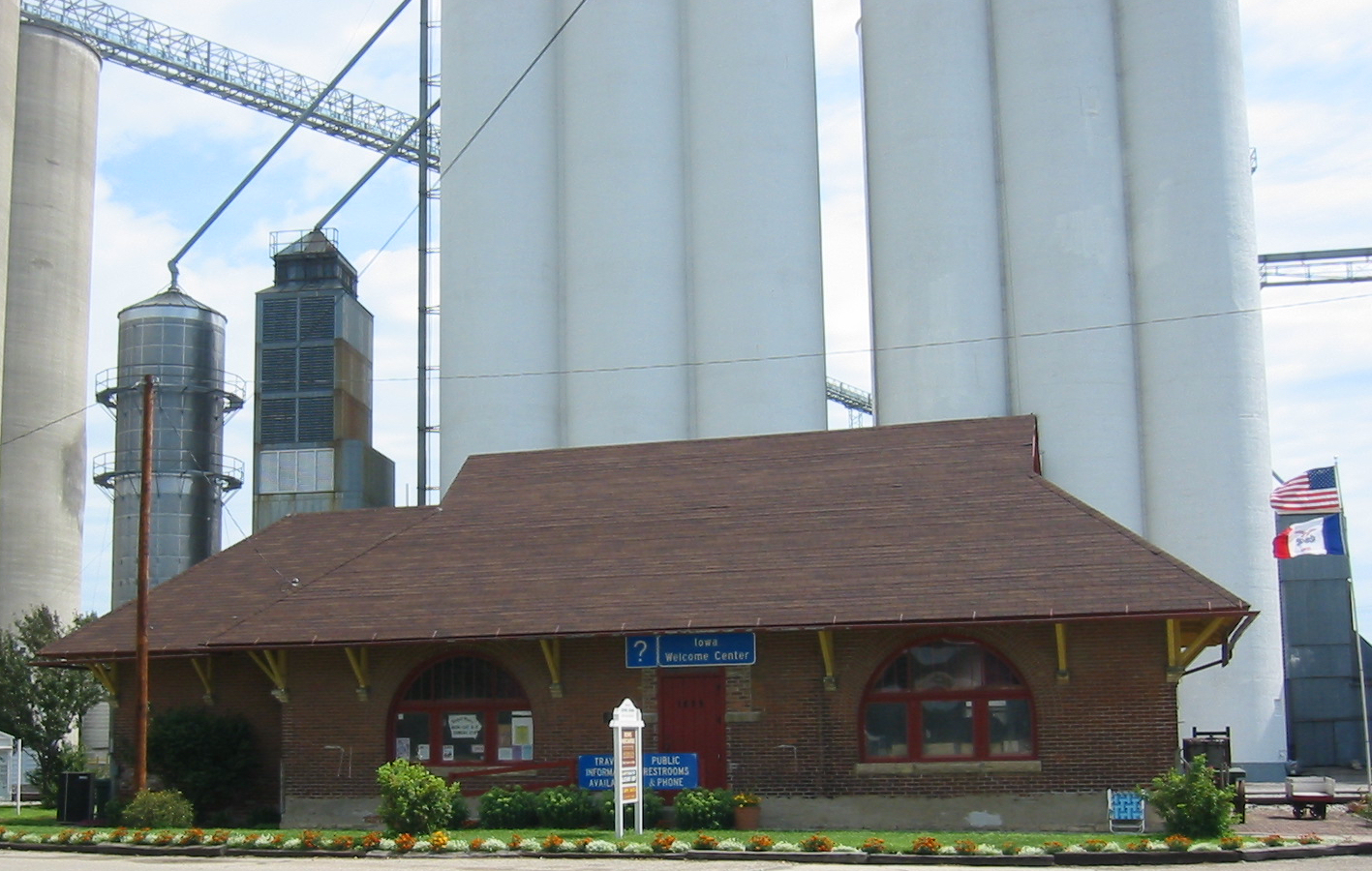
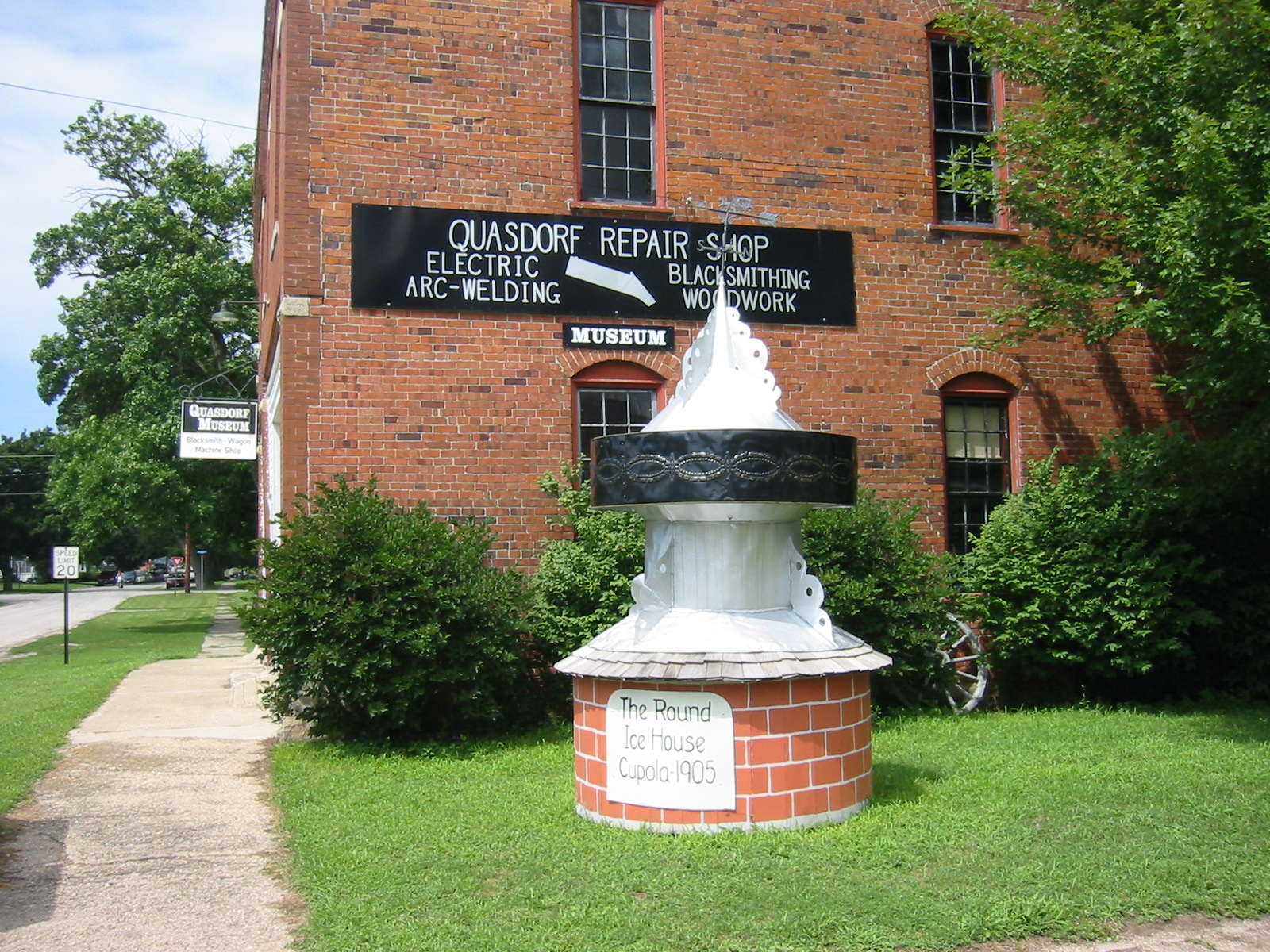
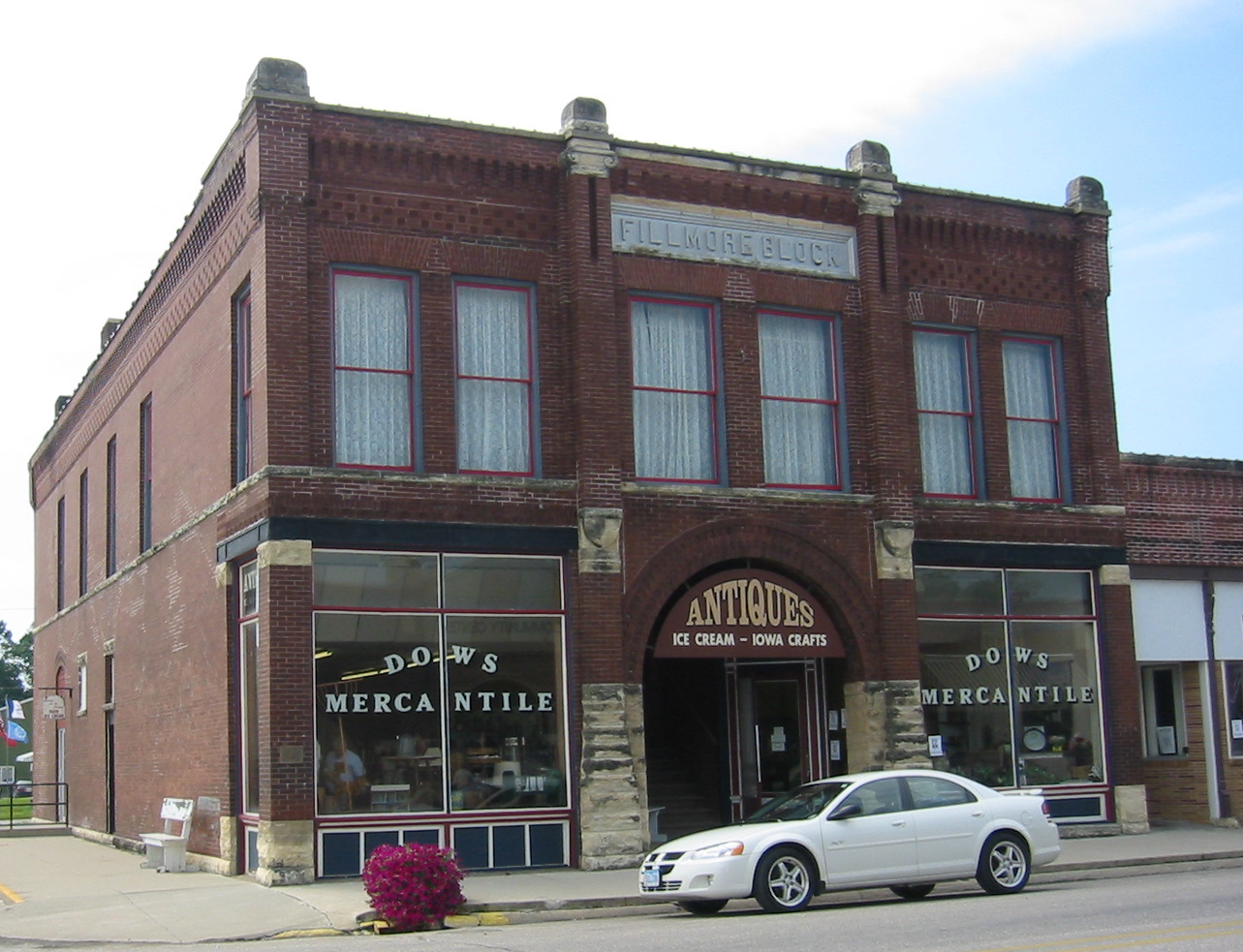